# Dhamar (Stadt)

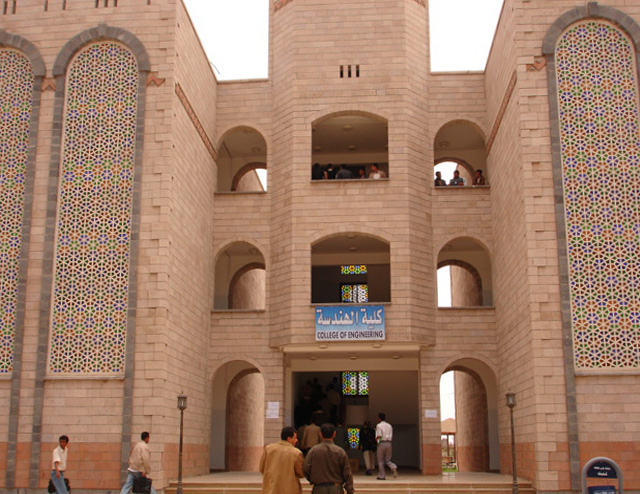
Universität von Dhamar

Dhamar (arabisch ذمار, DMG Ḏamār) ist eine Stadt im zentralen Hochlandbecken im Jemen und Hauptstadt des gleichnamigen Gouvernements Dhamār. Sie liegt etwa 110 km südlich von Sanaa auf etwa 2400 Metern Höhe an der Verbindungsstraße zwischen der Landeshauptstadt und mehreren anderen Gouvernements.
Der Name der Stadt soll auf den sabäischen König Dhamar'ali Yuhabirr, der um 200 n. Chr. regierte und die Stadt begründete, zurückgehen. Eine Vielzahl sabäischer und himjaritischer Hinterlassenschaften kann inspiziert werden. Die Stadt war ein Zentrum der arabisch-islamischen Kultur und Wissenschaft. Ihre große Moschee wurde in der Zeit des Kalifen Abū Bakr erbaut. Eigentümlich ist der intensive Waffenhandel im Suq der Altstadt.
Dhamar geriet im März 2011 in die Schlagzeilen, als etwa 10.000 Menschen auf die Straße gingen, um gegen Präsident Ali Abdullah Salih zu protestieren, dessen Heimatstadt Dhamar ist.
Die Universität von Dhamar ist eine der größten des Landes.

## Verkehr
Die Stadt verfügt mit dem Dhamar-Airport über einen Flughafen, IATA-Flughafencode DMR.

## Persönlichkeiten
Aus Dhamar stammte die jemenitisch-israelische Sängerin Shoshana Damari (1923–2006).